# Metamunna wilsoni
Metamunna wilsoni är en kräftdjursart som först beskrevs av Hooker 1985.  Metamunna wilsoni ingår i släktet Metamunna och familjen Paramunnidae.
Artens utbredningsområde är Mexikanska golfen. Inga underarter finns listade i Catalogue of Life.